# Атлетико Петролеош до Уамбо
Атлетико Петролеош до Уамбо (на португалски: Atlético Petróleos do Huambo, изговаря се Атлетику Петролеуш ду Уамбу) е анголски футболен клуб от град Уамбо, създаден през 1955 г. Този клуб играе домакинските си мачове мачове на стадион Ещадио да Феровия с капацитет 17 000 зрители. През 2006 г.Атлетико става шампион във Втора дивизия-Зона Б на Ангола и печели промоция за елита, където през сезон 2007 г. завършва на 6-о място в класирането на 14-те отбора.
Цветовете му са червено-черно райе за фланелките и изцяло черни гащета и чорапи.
Старши треньор е Алберто Кардо, а президент е Хосе Сабриньо.

## Вратари
Кареса

## Защитници
Йоко, Фаустино, Силва(ф), Соарес

## Полузащитници
Бенисио, Прохето, Жоржиньо.Дуду, Елисеу

## Нападатели
Давид(ф), Жоаозиньо, Хелдер, Лекаш